# Боро (Нью-Джерси)

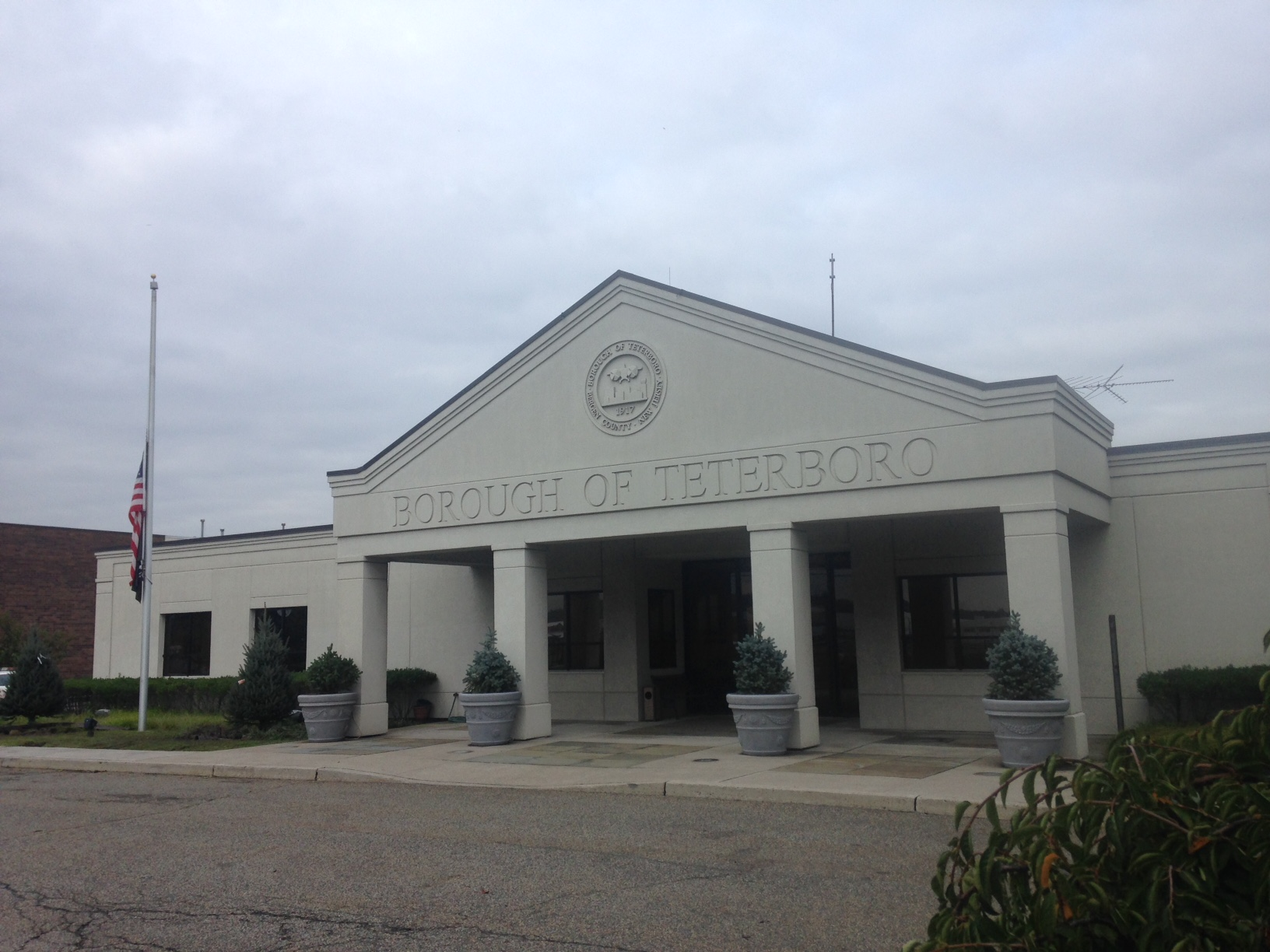
Вывеска муниципального управления боро Тетерборо

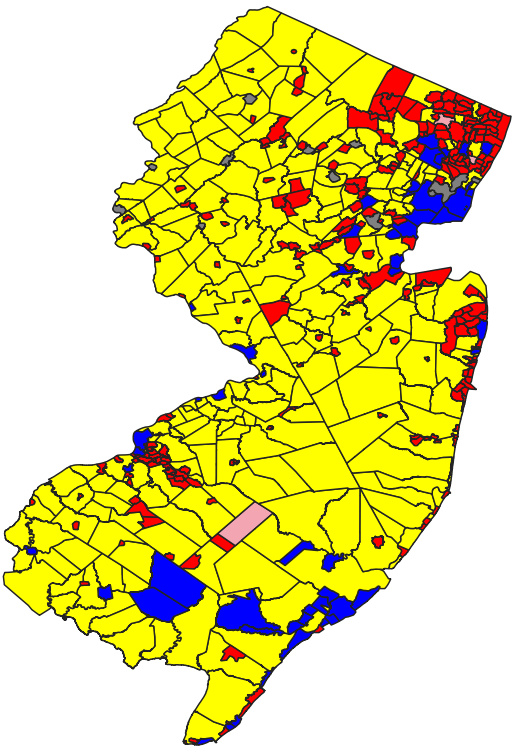
Карта населённых пунктов Нью-Джерси. Боро выделены красным.

Боро (англ. Borough) — форма местного самоуправления в американском штате Нью-Джерси, являющаяся одной из одиннадцати форм местного самоуправления, помимо тех, которые установлены специальным уставом.
Хотя сейчас это самая распространенная форма местного самоуправления в Нью-Джерси (253), к 1875 году было создано только 17 боро, каждый из которых утверждался специальными актами легислатуры штата. Первоначально боро являлись подразделениями тауншипов, созданных уставом штата. Первый боро стало Элизабет, основанное королевской хартией в 1740 году на территории ныне несуществующего города Элизабет. Около половины из них были ликвидированы или получили другие статусы — часто города. В 1875 году поправка к конституции запретила подобные формы местного или специального законодательства. Наибольшее число боро среди всех округов Нью-Джерси (56), расположено в округе Берген.

## Законодательство
Закон о боро 1878 года разрешал любому тауншипу (или его части), имеющему площадь не более 10 км2 и население, не превышающее 5000 человек, получить статус  независимого боро посредством подачи петиций и проведения референдума. Согласно постановлению, боро будет управляться избранным мэром (срок полномочий на один год) и советом из шести членов (избираемый на трехлетний срок в шахматном порядке). Мэр председательствовал на заседаниях совета, но не имел права голоса, кроме права вето. Эта система привела к периоду, известному как «Boroughitis», когда было создано большое количество небольших боро. В 1894 году легислатура штата приняла закон, требующий, чтобы в каждом боро был отдельный школьный округ. Последовала волна объединений боро, поскольку часть из них решила, что она предпочтет стоимость существования отдельного муниципалитета оплате за школы.
Закон о боро 1897 года внес поправки в первоначальный закон, устранив возможность самостоятельной регистрации, существовавшую в предыдущем законе. Отныне, для образования боро (а также их роспуска, увеличения или уменьшения площади) требовалось одобрение легислатуры Нью-Джерси. Избираемый мэр и совет из шести членов были сохранены, а срок полномочий мэра был увеличен до двух лет.
Закон о боро 1987 года был создан для оптимизации городского законодательства и устранения поправок, изменений и противоречивых правил, накопившихся за столетие существования боро как формы правления. Закон 1987 года позволил делегировать исполнительную ответственность назначенному администратору.
Традиционно избиратели выбирают мэра и шесть членов совета в целом на партийных выборах. Только в двух боро, Розелле и Розелл-Парке, есть структуры приходов, а в советы входят пять членов округа и один представитель широкого круга. В городской системе имеется слабый мэр, а совет выполняет большую часть законодательных и исполнительных функций. 39% населённых пунктов Нью-Джерси имеют статус боро.

## Список
Всего в Нью-Джерси 253 боро:
- Авалон[англ.]
- Айленд-Хайтс
- Аллендейл[англ.]
- Аллентаун[англ.]
- Алленхерст[англ.]
- Алпайн
- Альфа[англ.]
- Андовер
- Аппер-Садл-Ривер[англ.]
- Атлантик-Хайлендс[англ.]
- Барнегат-Лайт[англ.]
- Баррингтон[англ.]
- Батлер[англ.]
- Баунд-Брук[англ.]
- Беллмор[англ.]
- Белмар[англ.]
- Бергенфилд[англ.]
- Берлин[англ.]
- Бернардсвилл[англ.]
- Бич-Хейвен[англ.]
- Бичвуд
- Блумингдейл[англ.]
- Блумсбери[англ.]
- Богота[англ.]
- Бранчвилл[англ.]
- Бриэлл[англ.]
- Бруклон[англ.]
- Брэдли-Бич[англ.]
- Буэна[англ.]
- Бэй-Хед[англ.]
- Ванекю[англ.]
- Вашингтон[англ.]
- Виктори-Гарденс[англ.]
- Вуд-Ридж[англ.]
- Вудбайн[англ.]
- Вудбери-Хайтс[англ.]
- Вудклифф-Лейк
- Вудленд-Парк
- Вудлинн[англ.]
- Вудстаун[англ.]
- Гарвуд[англ.]
- Гиббсборо[англ.]
- Гласборо[англ.]
- Глен-Гарднер[англ.]
- Глен-Ридж[англ.]
- Глен-Рок
- Данеллен[англ.]
- Демарест[англ.]
- Джеймсберг[англ.]
- Дил[англ.]
- Дьюмонт[англ.]
- Инглиштаун[англ.]
- Интерлакен[англ.]
- Ист-Ньюарк[англ.]
- Ист-Ратерфорд
- Итонтаун[англ.]
- Карлстадт[англ.]
- Картерет[англ.]
- Кейлфон[англ.]
- Кейп-Мей-Пойнт[англ.]
- Кенилуэрт[англ.]
- Киннелон[англ.]
- Кинсберг[англ.]
- Кипорт[англ.]
- Клейтон[англ.]
- Клементон[англ.]
- Клифсайд-Парк[англ.]
- Клостер[англ.]
- Колдуэлл[англ.]
- Коллингсвуд[англ.]
- Крескилл[англ.]
- Лаваллетт
- Лебанон[англ.]
- Лейк-Комо[англ.]
- Лейкхерст[англ.]
- Леония[англ.]
- Линденуолд[англ.]
- Линкольн-Парк
- Литтл-Сильвер[англ.]
- Литтл-Ферри[англ.]
- Лодай[англ.]
- Лонгпорт[англ.]
- Лонсайд[англ.]
- Лорел-Спрингс[англ.]
- Магнолия[англ.]
- Мадисон
- Манаскуан[англ.]
- Манвилл[англ.]
- Мантолокинг[англ.]
- Маунт-Арлингтон[англ.]
- Маунт-Ифрем[англ.]
- Маунтин-Лейкс[англ.]
- Маунтинсайд[англ.]
- Медфорд-Лейкс[англ.]
- Мейвуд[англ.]
- Мендем[англ.]
- Мерчантвилл[англ.]
- Метачен
- Мидленд-Парк[англ.]
- Мидлсекс[англ.]
- Миллстон[англ.]
- Миллтаун[англ.]
- Милфорд[англ.]
- Монмут-Бич[англ.]
- Монтвейл[англ.]
- Моррис-Плейнс[англ.]
- Муначи[англ.]
- Мэтуон[англ.]
- Нептьюн
- Нетконг[англ.]
- Норвуд[англ.]
- Норт-Арлингтон[англ.]
- Норт-Колдуэлл[англ.]
- Норт-Плейнфилд[англ.]
- Норт-Хейлдон[англ.]
- Нортвейл[англ.]
- Нью-Милфорд[англ.]
- Нью-Провиденс
- Ньюфилд[англ.]
- Нэшнл-Парк[англ.]
- Огденсберг[англ.]
- Одубон
- Одубон-Парк[англ.]
- Окленд[англ.]
- Оклин[англ.]
- Олд-Теппан[англ.]
- Ораделл
- Ошен-Гейт[англ.]
- Ошенпорт[англ.]
- Пайн-Бич
- Пайн-Хилл[англ.]
- Палисейдс-Парк[англ.]
- Палмайра[англ.]
- Парамес[англ.]
- Парк-Ридж[англ.]
- Пипак-Гладстон[англ.]
- Пембертон[англ.]
- Пеннингтон[англ.]
- Пеннс-Гров[англ.]
- Питман[англ.]
- Пойнт-Плезант
- Пойнт-Плезант-Бич[англ.]
- Полсборо[англ.]
- Помптон-Лейкс[англ.]
- Принстон
- Проспект-Парк[англ.]
- Райтстаун[англ.]
- Рамси[англ.]
- Рамсон[англ.]
- Раннемед[англ.]
- Раритан[англ.]
- Ратерфорд[англ.]
- Ред-Банк[англ.]
- Ривер-Эдж
- Ривердейл[англ.]
- Ривертон[англ.]
- Риджфилд[англ.]
- Рингвуд[англ.]
- Рокауэй[англ.]
- Роки-Хилл[англ.]
- Рокли[англ.]
- Розелл[англ.]
- Розелл-Парк[англ.]
- Розленд[англ.]
- Рузвельт[англ.]
- Садл-Ривер
- Сассекс[англ.]
- Саут-Баунд-Брук
- Саут-Плейнфилд[англ.]
- Саут-Ривер
- Саут-Томс-Ривер[англ.]
- Сведсборо[англ.]
- Сейрвилл[англ.]
- Серф-Сити[англ.]
- Си-Брайт[англ.]
- Си-Герт[англ.]
- Сисайд-Парк[англ.]
- Сисайд-Хайтс
- Сомервилл[англ.]
- Сомердейл[англ.]
- Спотсвуд[англ.]
- Спринг-Лейк[англ.]
- Спринг-Лейк-Хайтс[англ.]
- Станхоп[англ.]
- Стоктон[англ.]
- Стон-Харбор[англ.]
- Стратфорд[англ.]
- Тависток[англ.]
- Такертон[англ.]
- Тенафлай[англ.]
- Тетерборо[англ.]
- Тинтон-Фолс[англ.]
- Тотова[англ.]
- Уайлдвуд-Крест[англ.]
- Уинона[англ.]
- Уолдвик[англ.]
- Уоллингтон[англ.]
- Уортон[англ.]
- Уотчанг[англ.]
- Уэст-Кейп-Мей[англ.]
- Уэст-Лонг-Бранч[англ.]
- Уэст-Уайлдвуд[англ.]
- Уэствилл[англ.]
- Уэствуд[англ.]
- Фар-Хилс[англ.]
- Фармингдейл[англ.]
- Филдсборо[англ.]
- Флемингтон[англ.]
- Флорэм-Парк[англ.]
- Фолсом[англ.]
- Форт-Ли
- Франклин[англ.]
- Франклин-Лейкс[англ.]
- Фрихолд[англ.]
- Френчтаун[англ.]
- Фэр-Хейвен[англ.]
- Фэр-Лон
- Фэрвью[англ.]
- Фэнвуд[англ.]
- Хаддон-Хайтс[англ.]
- Хаддонфилд[англ.]
- Хай-Бридж[англ.]
- Хай-Нелла[англ.]
- Хайленд-Парк[англ.]
- Хайлендс[англ.]
- Хайтстаун[англ.]
- Хамберг[англ.]
- Хамптон[англ.]
- Харви-Сидарс[англ.]
- Харрингтон-Парк[англ.]
- Хасбрук-Хайтс[англ.]
- Хейлдон[англ.]
- Хелметта[англ.]
- Хилсдейл[англ.]
- Хо-Хо-Кус
- Хопетконг[англ.]
- Хопуэлл[англ.]
- Хоторн[англ.]
- Хоэрт[англ.]
- Чатем[англ.]
- Чесилхерст[англ.]
- Честер[англ.]
- Шайло[англ.]
- Шип-Боттом[англ.]
- Шрусбери[англ.]
- Эджуотер[англ.]
- Эйвон-бай-те-Си[англ.]
- Элмер[англ.]
- Элмвуд-Парк[англ.]
- Эмерсон[англ.]
- Энглвуд-Клифс[англ.]
- Эссекс-Феллс[англ.]
- Юнион-Бич[англ.]